# Harris Peak (Viktorias land)
Harris Peak är en bergstopp i Antarktis. Den ligger i Östantarktis. Nya Zeeland gör anspråk på området. Toppen på Harris Peak är 1 582 meter över havet.
Terrängen runt Harris Peak är kuperad åt nordväst, men åt sydost är den bergig.  Trakten är obefolkad. Det finns inga samhällen i närheten. 